# Conquereuil
Conquereuil (bretonisch: Konkerel; Gallo: Concreüz) ist eine französische Gemeinde mit 1.072 Einwohnern (Stand: 1. Januar 2022) im Département Loire-Atlantique in der Region Pays de la Loire; sie gehört zum Arrondissement Châteaubriant-Ancenis und zum Kanton Guémené-Penfao. Die Einwohner werden Conquereuillais genannt.

## Geografie
Conquereuil liegt etwa 55 Kilometer nordnordwestlich von Nantes. Umgeben wird Conquereuil von den Nachbargemeinden Pierric im Norden, Derval im Osten, Marsac-sur-Don im Südosten sowie Guémené-Penfao im Süden und Westen.

## Geschichte
Um 951 fanden hier zwei Schlachten statt (Schlacht von Conquereuil). Verschiedene Parteien versuchten die Vorherrschaft über die Bretagne zu erreichen.

## Bevölkerungsentwicklung
| Jahr                       | 1962 | 1968 | 1975 | 1982 | 1990 | 1999 | 2006 | 2017 |
| Einwohner                  | 1138 | 1048 | 959  | 929  | 893  | 955  | 1011 | 1116 |
| Quellen: Cassini und INSEE |      |      |      |      |      |      |      |      |

## Sehenswürdigkeiten
Siehe auch: Liste der Monuments historiques in Conquereuil

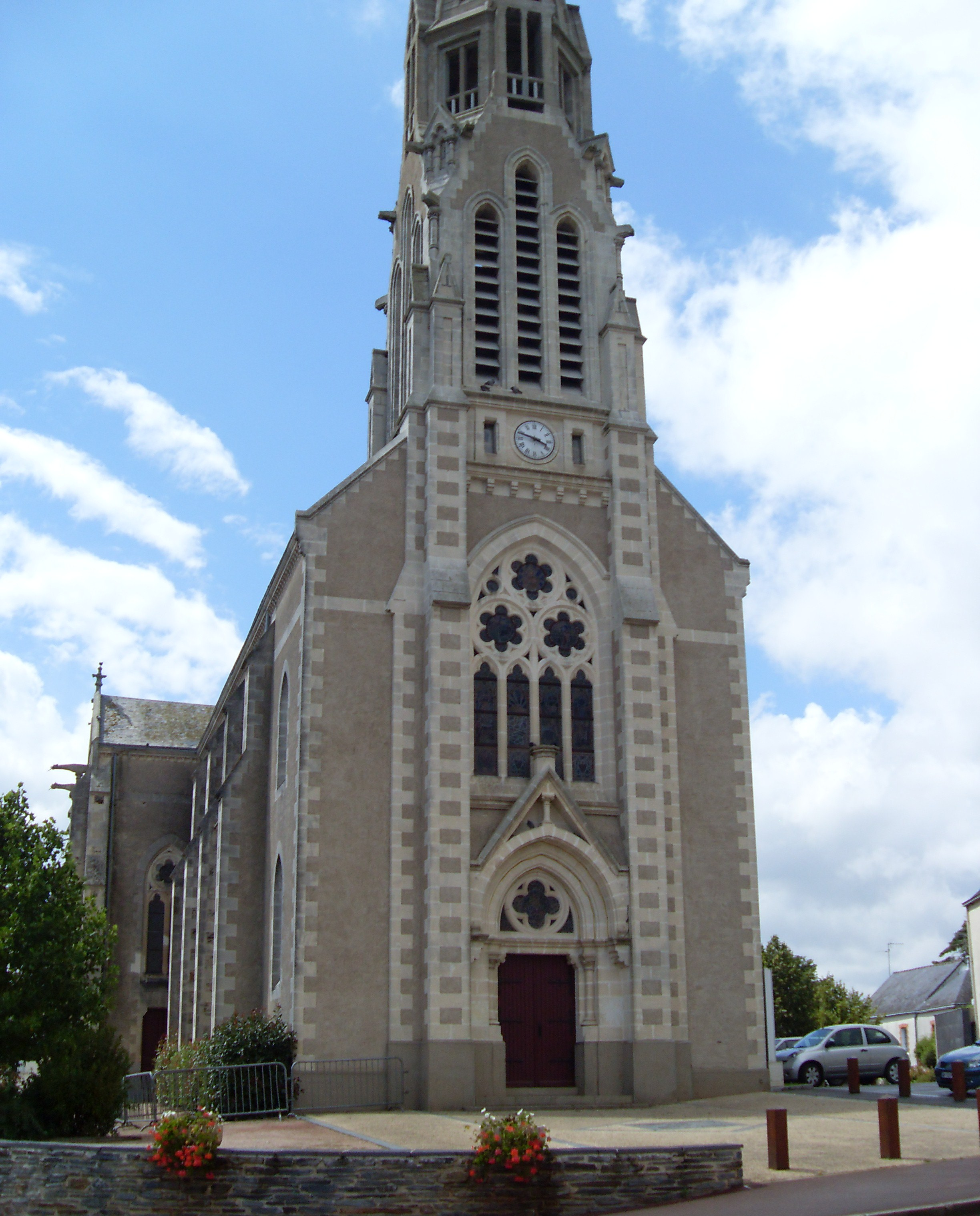
Kirche
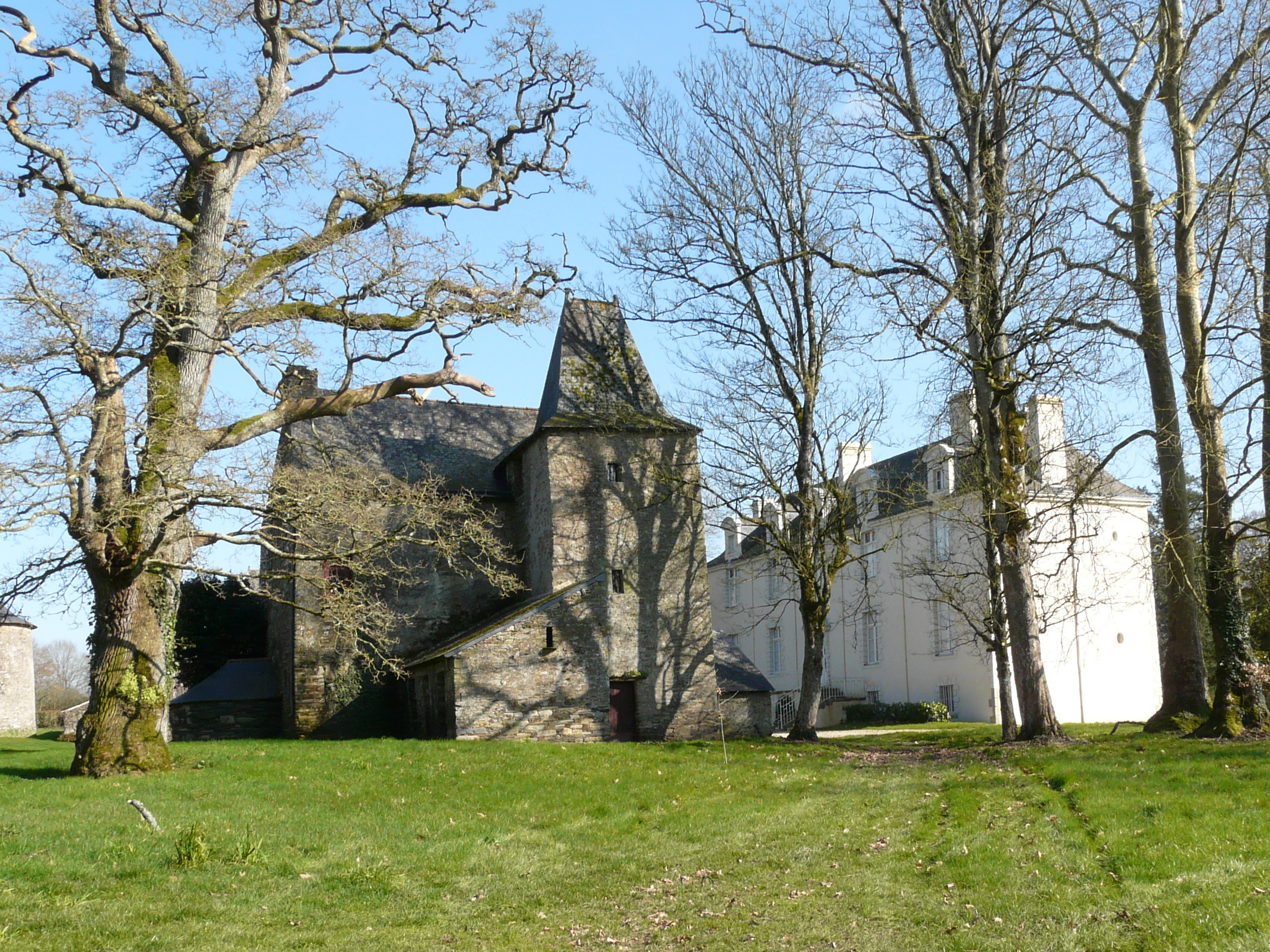
Kapelle von Pont-Veix
- Schloss Conquereuil aus dem 15. Jahrhundert, seit 1954 Monument historique
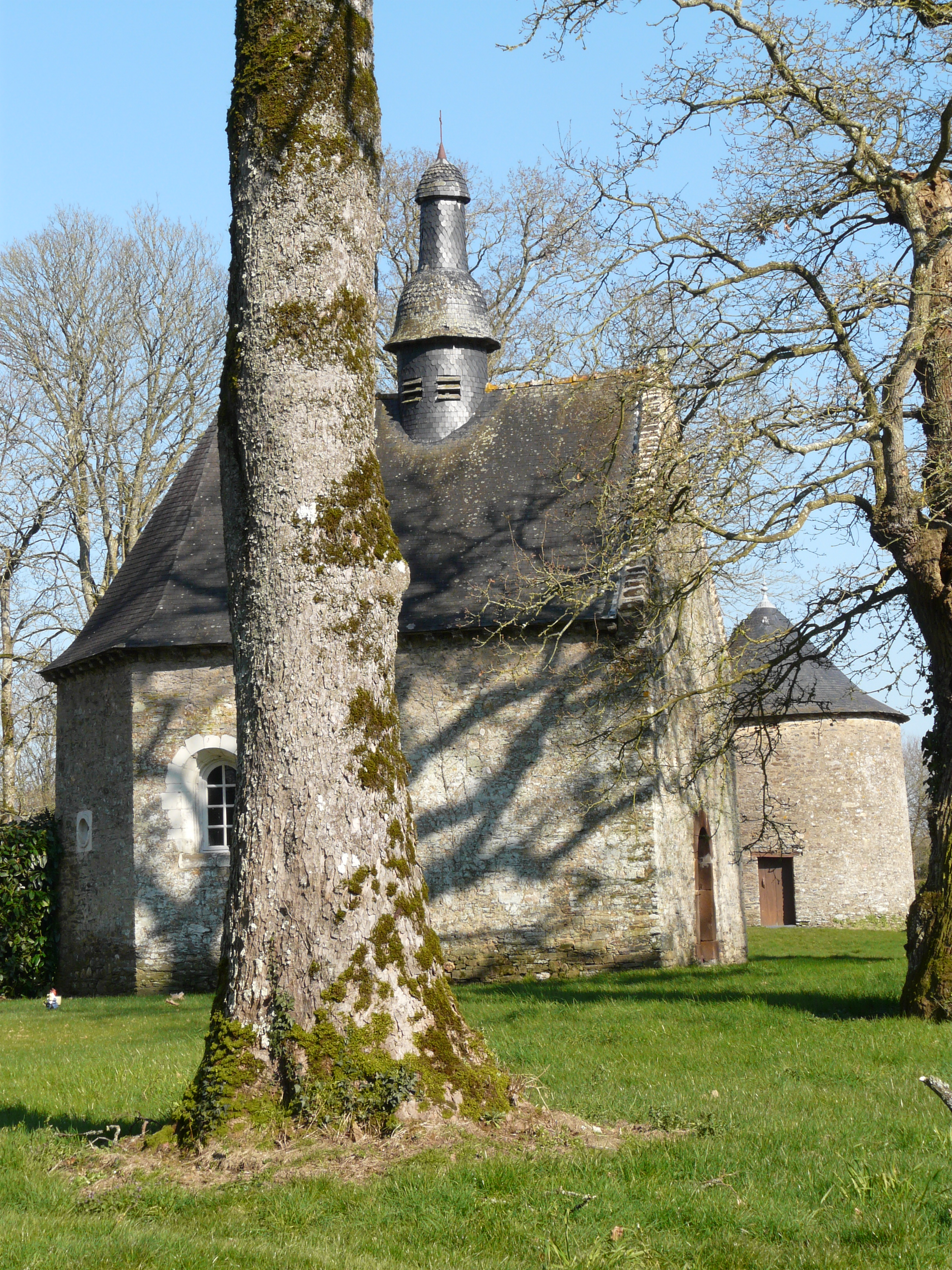
Schloss Le Grand-Pont-Veix
- Schloss Saint-Émilie

- Kirche
- Schloss Grand-Pont-Veix
- Kapelle von Pont-Veix